# Los Valientes

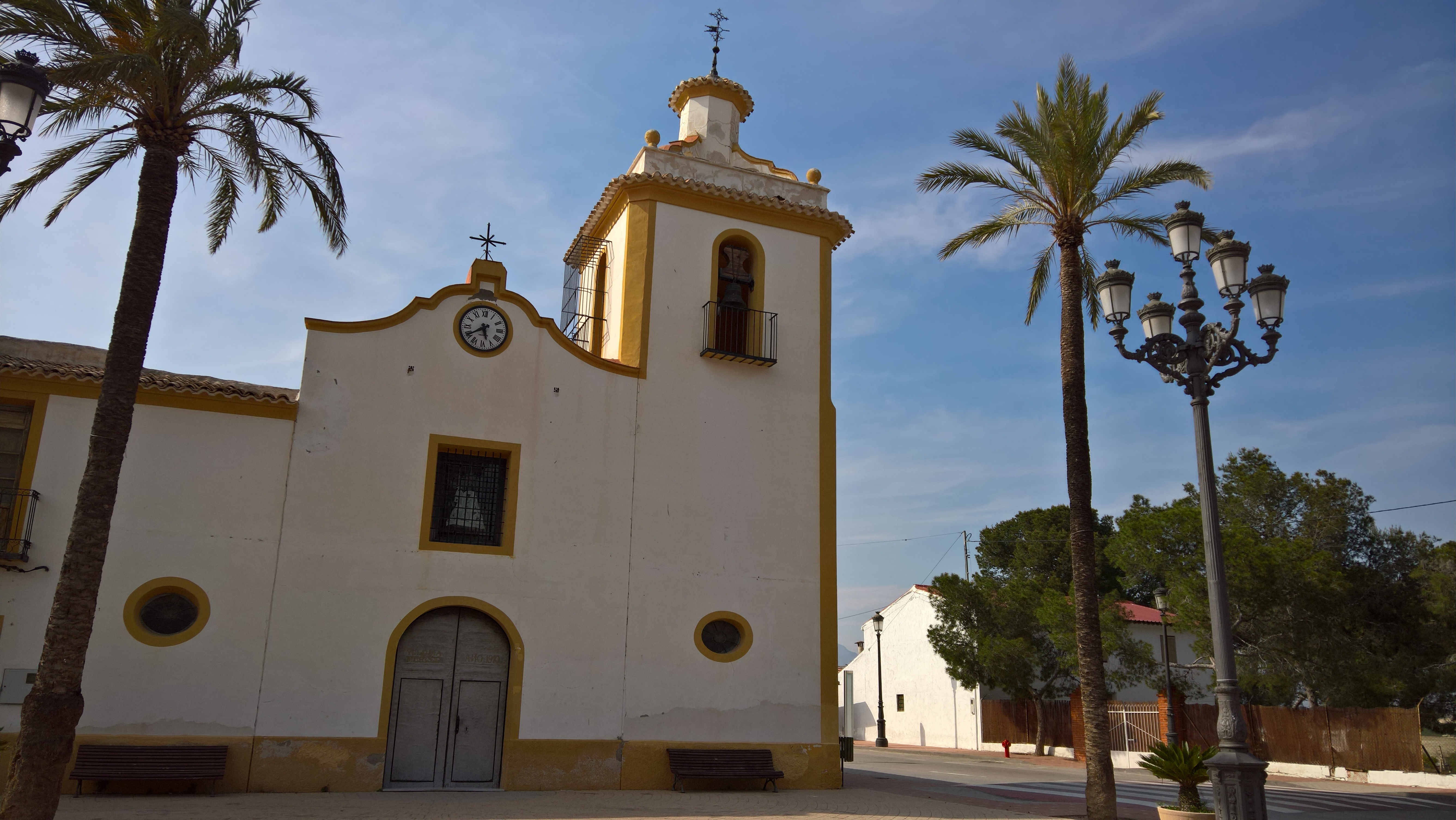
Paisaje de Los Valientes, pedanía de Molina de Segura

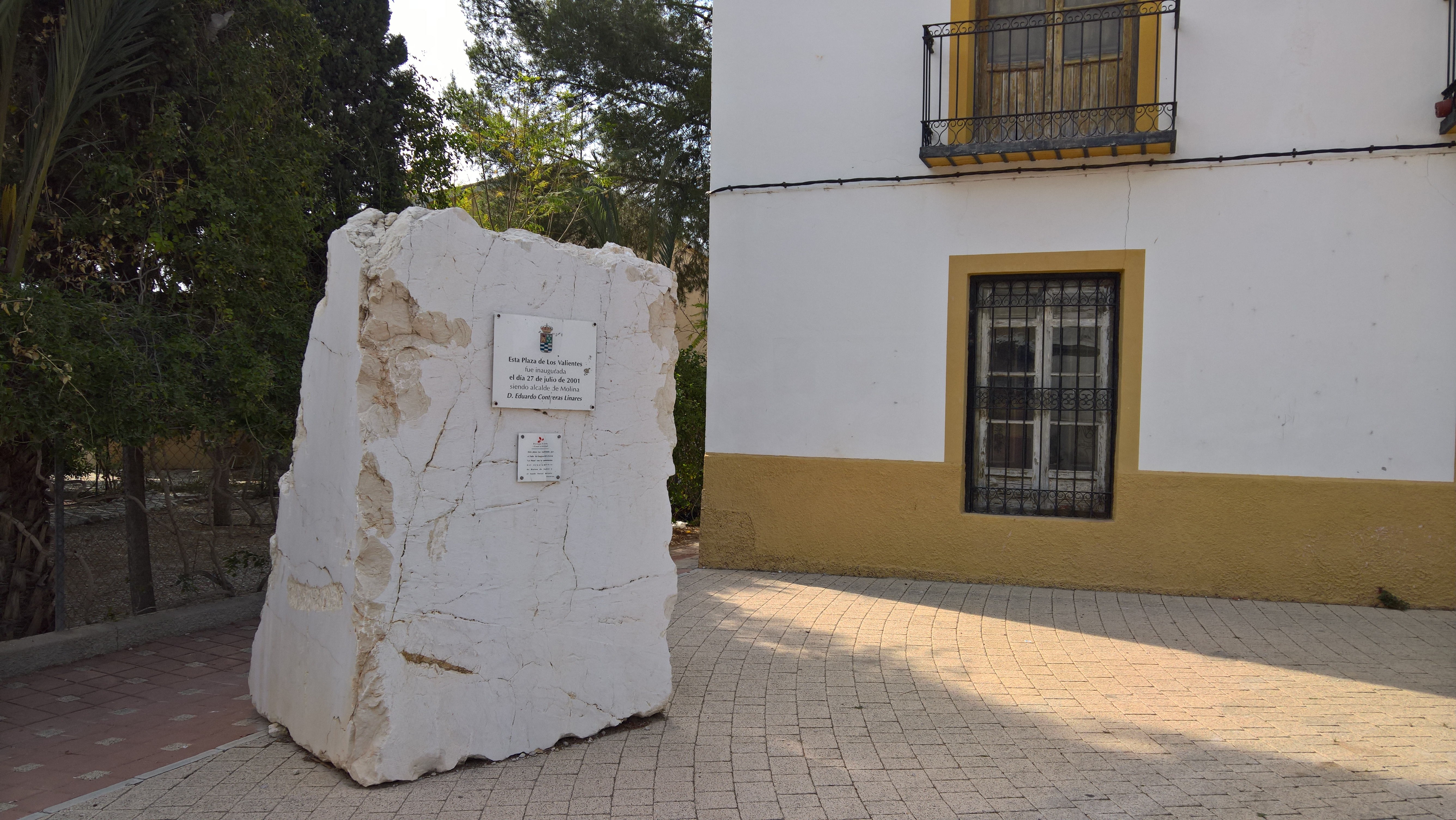
Paisaje de Los Valientes, pedanía de Molina de Segura

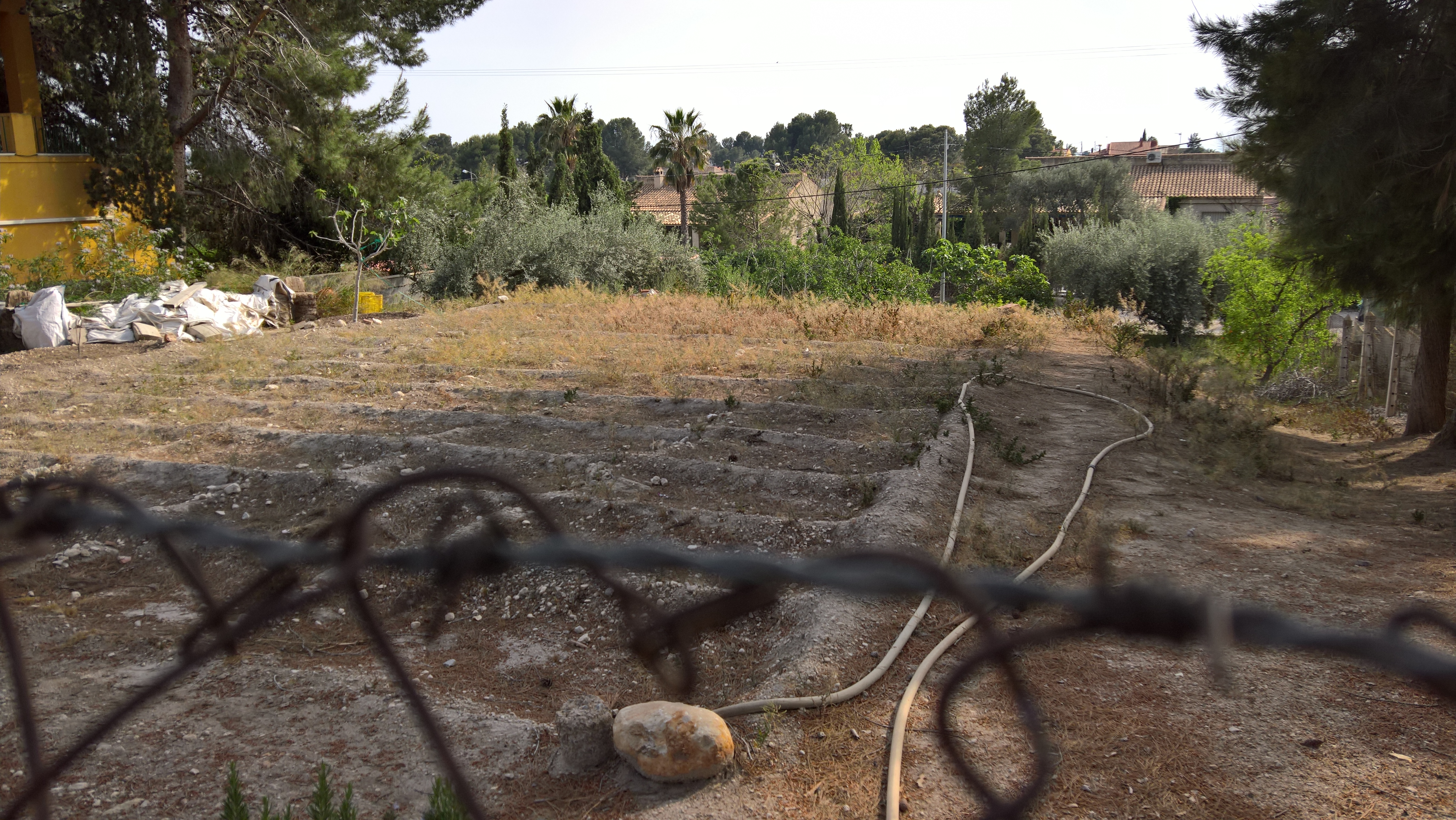
Paisaje de Los Valientes, pedanía de Molina de Segura

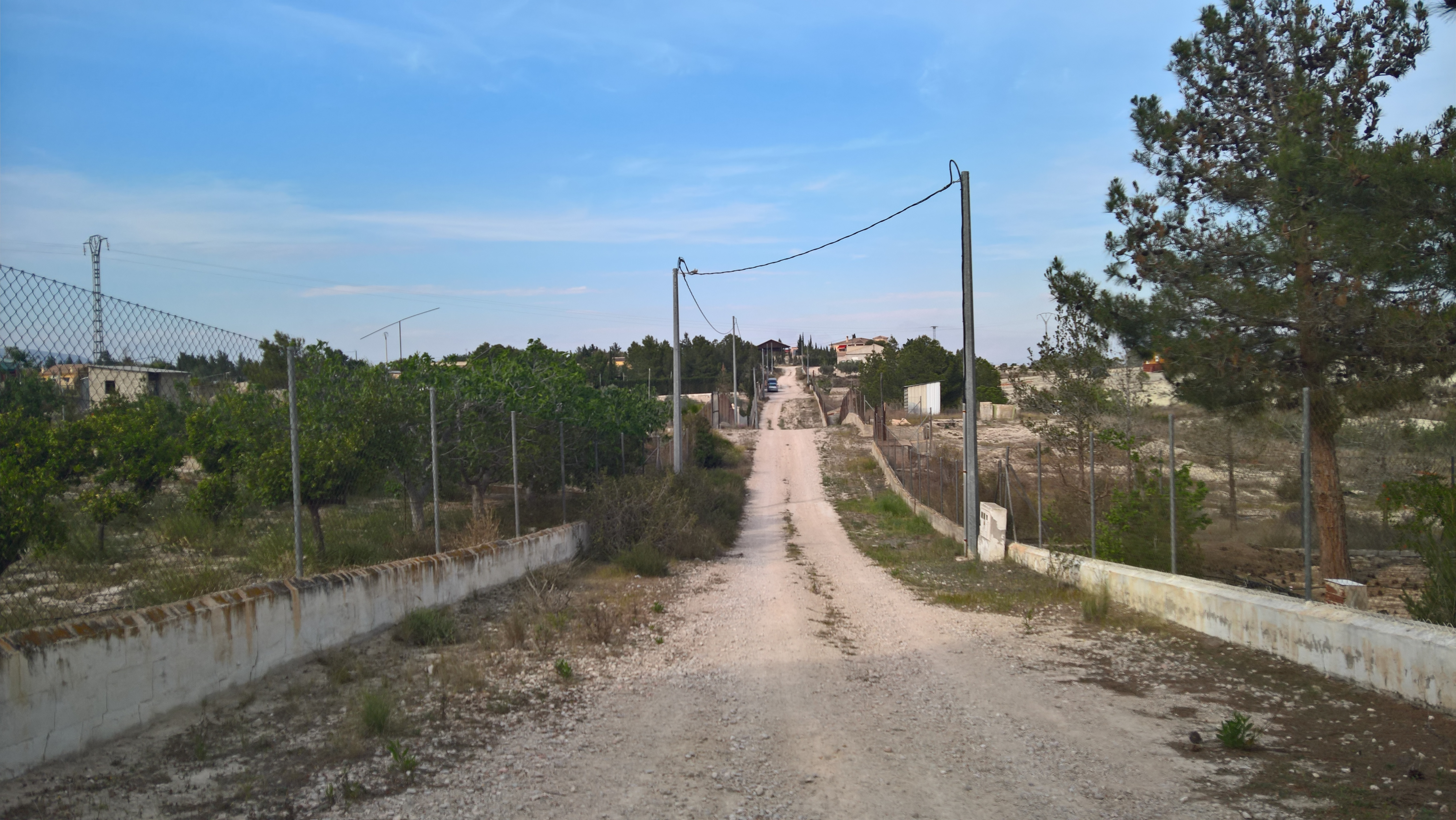
Paisaje de Los Valientes, pedanía de Molina de Segura

Los Valientes es una pedanía del municipio de Molina de Segura, en la Región de Murcia, España. 
Cuenta con una población de 447 personas (INE 2009), llegando en los meses veraniegos a superar las 2.000 personas. 
Está situada en el campo de Molina, rodeada por la Sierra de Lugar y La Sierra de la Espada, y linda, al sureste, con la Rambla Salada, un accidente geográfico que comparte con el municipio de Fortuna, con el cual comparte también los paisajes característicos de la zona, terrenos erosionados por las aguas torrenciales y de escorrentía.
El origen de Los Valientes se remonta al siglo XVI a un antiguo caserío o finca donde unos pocos habitantes trabajaban en las labores agrícolas.
Aunque antaño esta localidad estaba dedicada a desarrollar una actividad agrícola, principalmente en cultivos de secano,actualmente, también se ha convertido en un lugar elegido como zona residencial.
Dispone de un Centro Social y una Unidad Móvil de Atención al Ciudadano.
El mercadillo semanal se celebra los domingos con puestos destinados a la venta de alimentación variada, ropa, confección, zapatería y complementos.

## Iglesia de Nuestra Señora de las Mercedes
Se trata de un templo con rasgos rasgos neoclásicos y campanario ecléctico, en color blanco y con ribetes amarillos que luce con mayor altura que el resto de edificaciones de la zona.
El día grande de la Patrona se celebra con ofrenda de flores, misa concelebrada cantada y procesionando a la Virgen por todas las calles del pueblo a la que acompaña una banda de música.

## Historia
D. Antonio Lacarcel, en calidad de comisionado del Obispo, bendijo la iglesia el 29 de agosto de 1910, siendo testigos: Alonso Lozano, Gabriel Rodríguez, Fulgencio García, Joaquín Rodríguez y Miguel Ángel Hernández.
El inició de su construcción se remonta al año 1908, cuando las hermanas Josefa, Dolores y Teresa Soriano Jiménez cedieron los solares para la edificación de la iglesia, puesto que ellas residían justo enfrente del mismo en la denominada La Casona.
En su construcción contribuyeron todos los vecinos de la pedanía, aportando materiales y herramientas en la medida de sus posibilidades.
Las hermanas Jiménez Soriano también aportaron una imagen de vestir de la Virgen de las Mercedes que, tenían en su casa de la calle de la Merced. La imagen se refiere a la orden mercedaria de redención de cautivos, como indica el emblema que luce su vestido y en las puertas de la sacristía.
En el período de la Guerra Civil la iglesia que permaneció cerrada, sufrió un incendio y la parcial destrucción, teniendo que ser restaurada al finalizar la contienda.
Las dos campanas de la iglesia que fueron robadas durante la Guerra Civil pudieron recuperarse gracias a la intervención del tío Joaquín Rodríguez Lozano, que en un paraje de la huerta de Murcia cerca de la ciudad, oyó tocar la campana de una iglesia cercana y reconoció por el sonido que era una de las que se llevaron de Los Valientes. Volvió a Los Valientes, cogió el carro y acompañado de unos cuantos vecinos, fueron a por ellas, devolviendo a su lugar la única que se encontró. En la actualidad existen tres.
En el año 1970 fue elevada a la categoría de parroquia.
La iglesia se restauró en el año 2000 gracias a la ayuda municipal y eclesial además de las donaciones de los vecinos, siendo bendecida y reinaugurada por el Sr. Obispo, el 27 de agosto de 2000 coincidiendo con las fiestas patronales de la pedanía.
El resurgimiento de la antigua Hermandad de la Virgen de las Mercedes, un proyecto iniciado en el año 2007, se formalizó finalmente el 5 de marzo de 2009.
El centenario en honor a la Iglesia de Nuestra Señora de las Mercedes, se llevó a cabo en el año 2010, desde el 16 al 29 de agosto, la imagen de la Virgen fue recorriendo todas las casas de la pedanía, celebrándose misa en cada una de ellas.

## Entorno natural
Ruta a través de la Sierra de la Espada, ubicada en la vertiente septentrional de la localidad.
Ruta hasta la Sierra del Lugar.
Visita de la Rambla Salada, que se halla al sureste

## Fiestas Patronales
Las Fiestas Patronales en honor a la Virgen de las Mercedes, se celebran durante el último fin de semana de agosto.

## Gastronomía
Entre los platos típicos de esta pedanía encontramos el zarangollo, las migas ruleras, los mantecaos o los cordiales.